# Walter Reed
Walter Reed (Belroi, 13 settembre 1851 – Washington, 22 novembre 1902) è stato un medico, ufficiale e batteriologo statunitense.
Nel 1900 diresse a Cuba il gruppo di ricerca che svelò la patogenesi della febbre gialla.

## Biografia

### Giovinezza e formazione

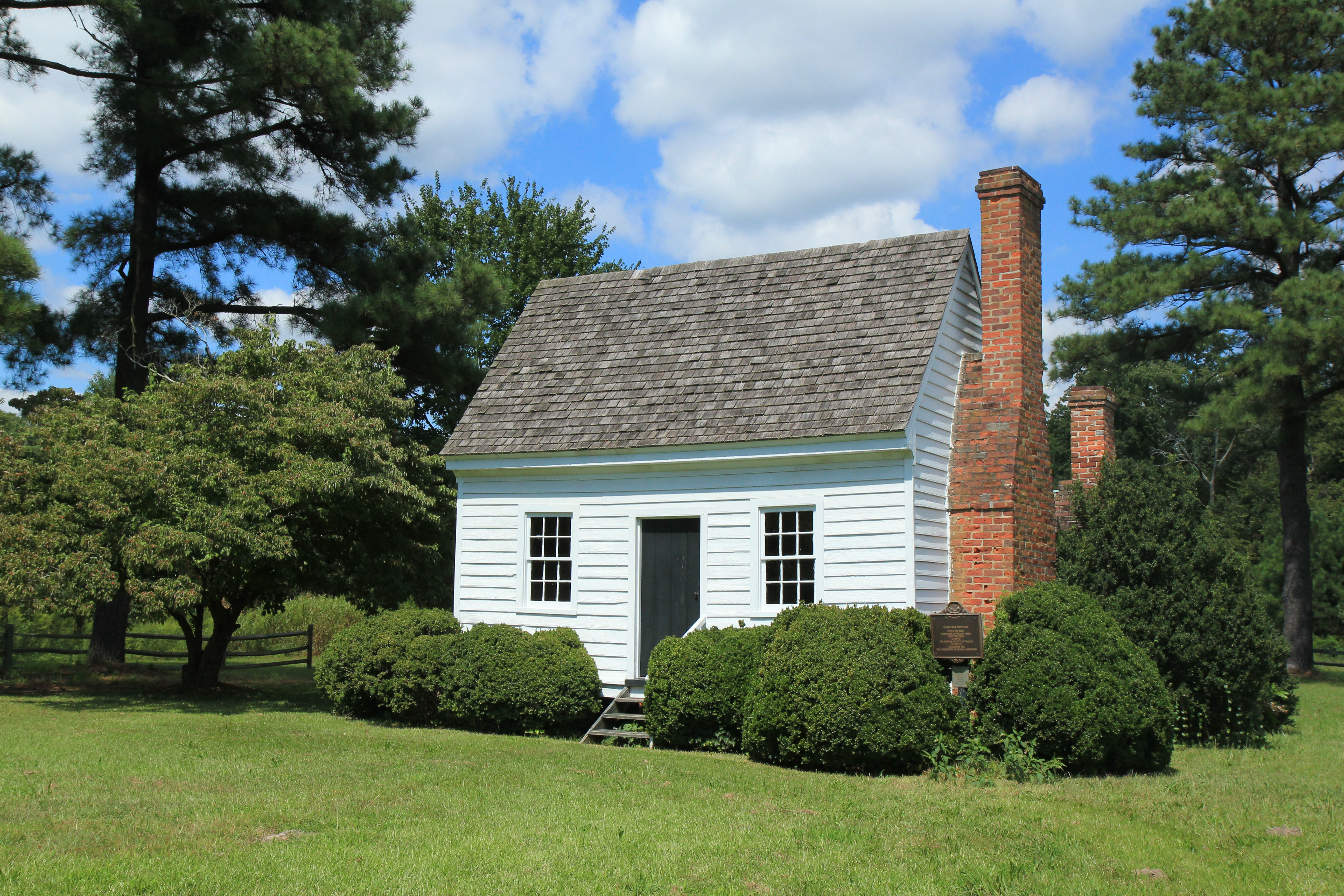
La casa natale di Walter Reed a Belroi

Walter Reed nacque il 13 settembre 1851 a Belroi, una piccola località della Virginia, dal pastore metodista Lemuel Sutton Reed e dalla moglie Pharaba White. Visse la prima parte della sua vita a Farmville, dove frequentò una piccola scuola privata. Dopo la guerra civile americana, la famiglia si trasferì a Charlottesville, dove il giovane Walter proseguì gli studi. Nonostante la sua giovane età, nel 1867, iniziò a studiare medicina, laureandosi una prima volta il 1º luglio 1869, al termine di un corso biennale all'Università della Virginia; ancora oggi è il più giovane studente ad aver ricevuto la laurea in medicina presso tale università. Si iscrisse poi al Bellevue Hospital Center, presso la facoltà di medicina della New York University, dove ottenne una seconda laurea nel 1870. Poco tempo dopo fu nominato medico di distretto in una delle zone più povere di New York, dove entrò in contatto con la povertà, cosa che avrebbe lasciato in lui un segno profondo. All'età di ventidue anni, dopo alcuni periodi di internato in diversi ospedali di New York, Reed fu assunto al Board of Health (Ufficio di Igiene) di Brooklyn, dove rimase fino al 1875. Durante una visita al padre, che si era trasferito a Murfreesboro, nel Tennessee, conobbe la sua futura moglie, Emilie Lawrence, con cui iniziò una corrispondenza.

### Il servizio militare
Poiché la giovane età sembrava un ostacolo nella professione medica privata, Reed si arruolò nel corpo sanitario dell'Esercito, allettato sia dallo stipendio, come lui stesso confessa, avvicinandosi la data delle nozze, che dalle opportunità professionali offerte dalla professione di ufficiale medico. Dopo una breve tappa a Willets Point, nel porto di New York, poco tempo prima del suo matrimonio, che avrebbe avuto luogo il 25 aprile 1876, fu chiamato in Arizona. Reed, che rimase sotto le armi fino al 1893, svolse gran parte del servizio in destinazioni difficili nel West, dove fu presto seguito dalla moglie, occupandosi, per un certo periodo, dell'assistenza sanitaria ai nativi americani Apache; assistette tra l'altro Geronimo. Proprio a Fort Apache, nel 1878, nacque il primogenito di Reed: Walter Lawrence Reed. Nel 1884, dopo un anno trascorso all'Est, Reed si recò in Arizona per la seconda volta e, durante un breve soggiorno a Fort McHenry, Baltimora, colse l'opportunità di studiare psicologia presso la Johns Hopkins University. Nel 1883 nacque la sua secondogenita, Emilie Lawrence. Nel 1889 Reed sentì il bisogno di dedicarsi nuovamente agli studi e così seguì un corso avanzato di patologia e di batteriologia alla Johns Hopkins University.

### Il periodo a Baltimora
Durante il suo soggiorno a Baltimora, Reed familiarizzò con la patologia e la batteriologia. In questi campi importanti scoperte erano già state fatte, tra gli altri, da Pasteur e Koch riguardo agli agenti della tubercolosi, del colera, del tetano, della malaria e soprattutto riguardo alle vaccinazioni. Dopo una prima fase di “assestamento”, Reed si dedicò al lavoro avanzato e indipendente. In questo modo riuscì a studiare attentamente il bacillo della febbre tifoide, che sarà successivamente indicato da Giuseppe Sanarelli come la causa della febbre gialla. Nel 1891 Reed lasciò Baltimora, per recarsi prima nel Dakota, poi, nel 1893, a Washington, dove ricoprì il ruolo di professore di batteriologia e microscopia clinica presso la Scuola Medica dell'Esercito degli Stati Uniti. Oltre alla didattica, svolse attività di ricerca e fu inoltre direttore dell'Army Medical Museum, che diventerà in seguito il National Museum of Health and Medicine.

### Nuove esperienze durante la guerra ispano-americana
Quando nel 1898 scoppiò la guerra tra Spagnoli e Americani, Reed si recò a Cuba, dove fu suo compito occuparsi dei soldati negli accampamenti. Quando si diffuse tra le truppe un'epidemia di febbre tifoide, Reed fu messo a capo di una commissione il cui scopo era indagare sulle cause e la modalità di diffusione della malattia in questione. I risultati che ne derivarono furono molto importanti per il grande numero di informazioni che furono raccolte e per i passi da gigante che furono compiuti nella conoscenza della malattia. I dati raccolti furono pubblicati in due grandi volumi, sotto il titolo Rapporto sull'origine e la diffusione della febbre tifoide nei campi militari degli Stati Uniti durante la guerra ispano-americana del 1898. Il primo tomo riportava osservazioni sull'andamento generale della malattia, accompagnate da una sorta di cartelle cliniche; il secondo mostrava i Paesi in cui essa si diffuse. Uno dei punti di maggiore interesse scientifico fu quello che mostrava come il contatto diretto con i malati, con le mosche (che, ad esempio, potevano trasportare il bacillo venendo a contatto con feci infette) o anche l'acqua contaminata potessero portare alla malattia. Nel 1899, quando il lavoro per questa commissione terminò, Reed fece ritorno a Washington. Di lì a poco sarebbe stato chiamato ad occuparsi di quelle ricerche che rappresentano il primo passo del suo studio sulla febbre gialla.

### Il lavoro sulla febbre gialla

#### Le conoscenze sulla febbre gialla prima di Reed

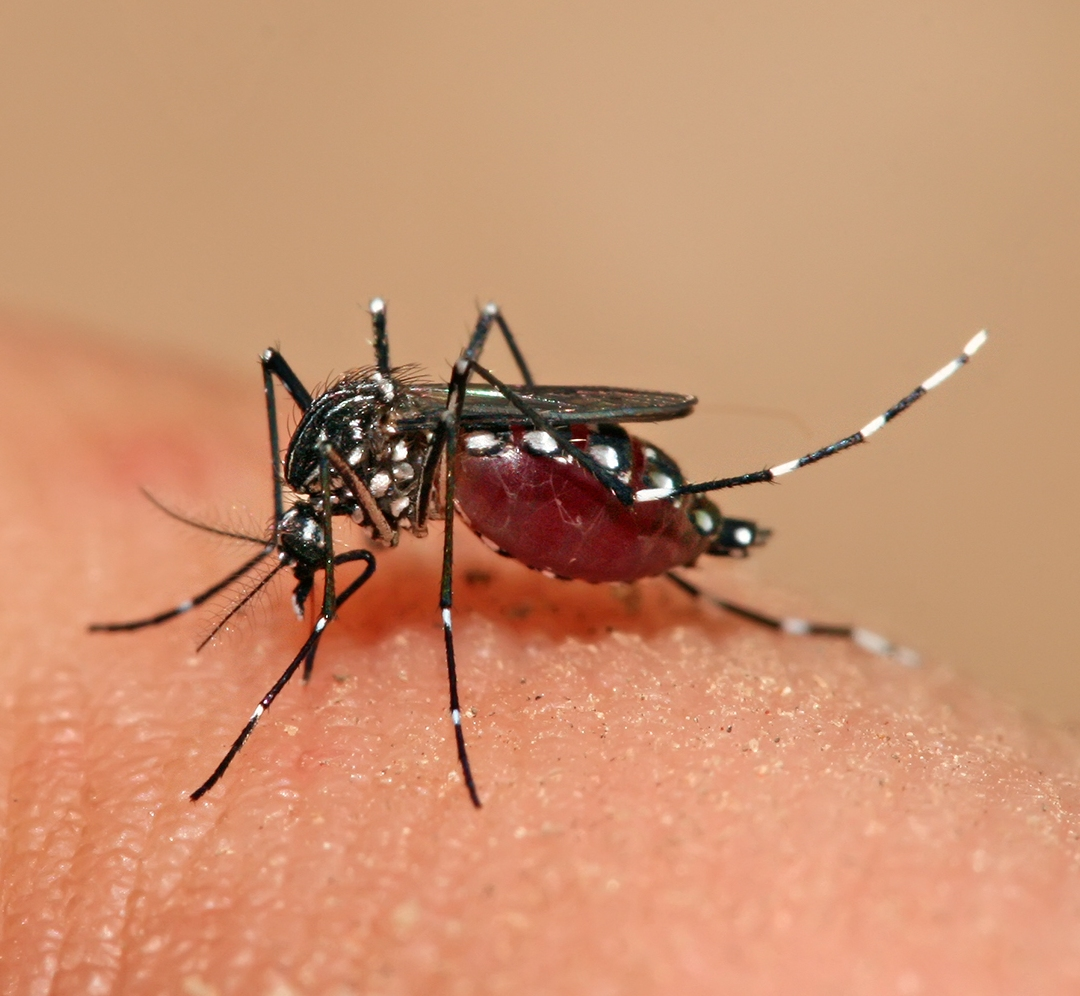
Un esemplare di Aedes aegypti, veicolo della febbre gialla, si sta nutrendo da un essere umano

La prima descrizione sistematica della febbre gialla fu fatta da William Osler nel 1892. Egli la descrive come
un acuto disordine febbrile, caratteristico delle regioni tropicali e subtropicali, dovuto all'azione di un agente patogeno la cui natura è ancora sconosciuta.
La malattia mostra, secondo tale fonte, un caratteristico decorso:
-	Nel primo stadio, il cosiddetto stadio febbrile, compaiono generalmente cefalea, nausea e vomito, dolori agli arti e diminuzione della secrezione urinaria. In alcuni casi, è già presente l'ittero (che dà in effetti il nome alla malattia);
-	Nel secondo stadio, detto stadio di calma, la temperatura corporea si abbassa e i sintomi sembrano scomparire. A questo punto, in alcuni casi, si va verso la convalescenza, in altri si arriva al terzo ed ultimo stadio della malattia;
-	Nel terzo stadio, conosciuto come lo stadio della reazione febbrile, la temperatura corporea sale notevolmente, i sintomi si aggravano, compare l'ittero e il caratteristico vomito nero, che consiste nell'espulsione di sangue e muco gastrico, alterati dai succhi gastrici dello stomaco.
Il tasso di mortalità a quei tempi era molto elevato e oscillava tra il 15 e l'85%. Per ciò che riguardava l'eziologia della malattia, vi erano varie teorie, molto spesso prive di basi scientifiche, tra le quali quelle che sostenevano che la malattia poteva diffondersi attraverso l'aria o poteva essere dovuta alla corrente del Golfo o al cosiddetto principio della fermentazione, secondo il quale dei germi restavano latenti nella zona dove la malattia si era manifestata e la loro attività poteva interrompersi a causa delle temperature molto basse.

#### Gli insetti e la malattia
La prima persona a suggerire che la diffusione della febbre gialla potesse essere legata agli insetti fu il Dr. J. C. Nott di Mobile in una pubblicazione intitolata "Sulle cause della febbre gialla". La prima formulazione di una teoria definita riguardo alla trasmissione della malattia per mezzo degli insetti si deve, però, attribuire al Dr. Carlos Finlay de L'Avana, nel 1881, ne "La zanzara ipoteticamente considerata come l'agente della trasmissione della febbre gialla". Nel 1885, invece, il Dr. Domingo Freire di Rio de Janeiro affermò di aver individuato l'agente patogeno della febbre gialla nel Criptococco Zanthogenicus e di aver scoperto anche un vaccino per prevenire la malattia in questione. Questa teoria, inizialmente, incontrò il favore della comunità scientifica, in quanto molti esperimenti portarono di fatto all'immunità. In realtà, nel 1887, il Dr. Sternberg, un medico statunitense che era stato mandato a Rio de Janeiro proprio per indagare sulle scoperte del Dr. Freire, mostrò che gli esperimenti compiuti non corrispondevano a quelli descritti e che in realtà il medico brasiliano stava compiendo i suoi studi sul comune Staphylococcus piogene albus.

#### La Commissione per la febbre gialla
Nel 1900 la febbre gialla colpì l'esercito statunitense che si trovava a L'Avana. Per indagare sull'eziologia della malattia, allora, fu inviata a Cuba una Commissione, formata da quattro grandi medici: Walter Reed, James Carroll e Jesse William Lazear (non immuni dalla malattia) e Aristides Agramonte (immune). Il lavoro della Commissione fu così ripartito tra i suoi membri:
- Walter Reed, nel ruolo di presidente, era a capo della stessa;
- James Carroll aveva il compito di occuparsi delle indagini batteriologiche;
- Jesse W. Lazear doveva lavorare sulle zanzare;
- Aristides Agramonte doveva occuparsi delle autopsie e del lavoro patologico.[34]

Nonostante gli accurati tentativi di isolamento e coltura da tessuti o fluidi biologici provenienti da persone affette dalla malattia, non si riusciva a isolare alcun microrganismo, né si riusciva a propagare la malattia attraverso il contatto diretto con gli ammalati. Reed decise allora di mettere alla prova la teoria propugnata dal medico cubano Carlos Juan Finlay secondo la quale la febbre gialla sarebbe stata causata dalla zanzara Stegomyia fasciata (Aedes aegypti). La Commissione decise di sperimentare la teoria su esseri umani volontari disposti a farsi pungere da zanzare presumibilmente infette «nell'interesse della scienza e dell'umanità»; gli stessi membri della Commissione non si sarebbero sottratti al rischio.

#### L'esperienza a Camp Lazear
Walter Reed ritenne opportuno realizzare una stazione sanitaria dove poter compiere gli esperimenti in maniera controllata in modo da poter confutare ogni teoria che affermava la contagiosità della febbre gialla. Questa stazione fu realizzata ad un miglio dalla città di Quemados, a Cuba, in un luogo soleggiato e ventilato, e divenne operativa dal 20 novembre 1900, data a partire dalla quale fu tenuta in stretta quarantena. Alla stazione fu dato il nome di Camp Lazear, in onore del membro della Commissione che aveva contratto inavvertitamente la malattia nel corso di un esperimento ed aveva perso la vita poiché, quando si era giunti alla diagnosi, era ormai troppo tardi. A nessuno era permesso entrare o uscire dal campo ed i pazienti erano tenuti sotto controllo durante tutto il corso della giornata dal personale responsabile.
Reed decise di cercare di contagiare i volontari in tre modi differenti: attraverso la puntura di zanzare, attraverso gli oggetti o l'aria e attraverso la trasfusione di sangue infetto. Il medico statunitense, a questo scopo, propose la costruzione di nuove strutture, ben distanti le une dalle altre, in modo da poter realizzare gli esperimenti nella maniera più controllata possibile. Dopo che fu dimostrato che la puntura di zanzare infette provocava di fatto la malattia, si passò all'esperimento riguardante la trasmissione della stessa attraverso l'aria o gli oggetti “infetti”. Questo fu realizzato in una struttura apposita, dove la circolazione dell'aria era praticamente impossibile e dove vi era un elevato tasso di umidità. I volontari si trovavano tutti nella stessa stanza, indossavano pigiami che erano appartenuti ai malati e dormivano tra lenzuola sporche di feci, urina e sangue infetti. L'esperimento durò venti giorni e fu ripetuto per ben tre volte senza che nessuno si ammalasse. L'esito di questo esperimento fu di grandissima importanza poiché permise di confutare definitivamente molte teorie, piuttosto fantasiose, che avevano incontrato il consenso degli strati più bassi della popolazione, e confermò l'ipotesi secondo la quale erano le zanzare stesse a rendere una casa "infetta". Nuove osservazioni furono compiute proprio in merito a quest'ultimo punto e la dimostrazione della veridicità di tale teoria permise l'adozione di nuove misure volte ad evitare la diffusione della malattia.

#### L'ultimo periodo della Commissione
Ben presto, la Commissione decise di occuparsi di un altro elemento di grande importanza: la trasmissione della febbre gialla attraverso sangue infetto. Anche in questo caso l'esito dell'esperimento, condotto su volontari, fu positivo e ciò portò alla conclusione che l'agente patogeno della malattia si trovava nel sangue, pur non potendo essere osservato direttamente. Altro punto di interesse era quello che riguardava il periodo di tempo che doveva trascorrere perché una zanzara potesse trasmettere la malattia. Attraverso nuovi esperimenti, la Commissione poté affermare che questo tempo oscillava tra i dodici (durante l'estate) e i diciotto giorni (durante l'inverno). Dopo questi esperimenti, il Dr. Reed fece ritorno in patria, mentre il Dr. Carroll, attraverso una collaborazione con l'ospedale di Las Ánimas, riuscì a condurre ulteriori ricerche. Durante il corso di tali ricerche si incontrarono una serie di difficoltà, anche a causa del fatto che l'ospedale cubano ripagava i volontari che si sottoponevano all'esperimento con una somma di denaro. Tale misura finì per attirare i volontari non tanto per il valore della ricerca, quanto per quello della ricompensa. Per questo motivo, anche persone immuni si sottoponevano all'esperimento, che in tali condizioni, ovviamente, conduceva a risultati negativi. In ogni caso, superate le difficoltà, tali ricerche portarono alla scoperta del fatto che il sangue infetto, precedentemente portato ad una temperatura di 55 °C, perde la capacità di trasmettere la malattia.
La Commissione, dopo questi ultimi esperimenti, terminò il suo lavoro e le ultime scoperte furono pubblicate il 22 febbraio 1902 sotto il titolo "L'eziologia della febbre gialla: una nota supplementare".

### La vita dopo il ritorno da Cuba e la morte
Reed fece ritorno da Cuba nel febbraio 1901 e l'aprile seguente tenne un seminario alla Facoltà di Medicina e Chirurgia di Maryland sulla “Propagazione della febbre gialla” includendo gli ultimi risultati delle ricerche da lui stesso condotte.

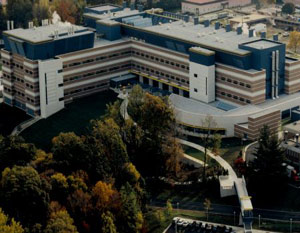
Walter Reed Army Institute of Research, Silver Spring, Maryland

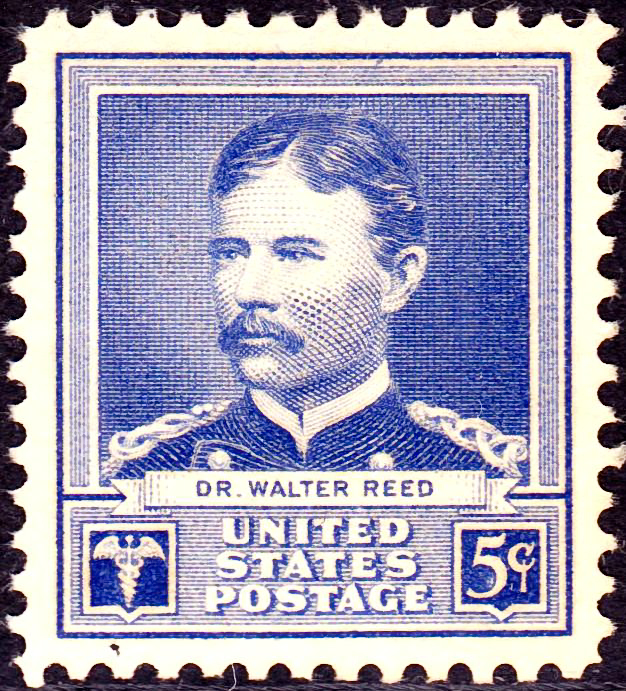
Poste US: Francobollo commemorativo in onore di Walter Reed (1940)

Reed ritornò all'insegnamento alla George Washington University. Ottenne riconoscimenti dal mondo accademico (Lauree honoris causa dall'Università di Harvard e dall'Università del Michigan). Appena due anni dopo, all'età di soli cinquantuno anni, a Reed fu diagnosticata un'appendicite, per la quale fu operato. Nonostante l'operazione, però, l'appendicite degenerò in peritonite e il 22 novembre 1902 Walter Reed morì. Fu seppellito nel cimitero nazionale di Arlington; nella sua tomba sono sepolte la moglie Emily (morta il 23 luglio 1950) e la figlia Blossom (morta il 22 agosto 1964).

## Il valore del lavoro della Commissione per il mondo
Il lavoro di Reed e della Commissione, facendo conoscere al mondo le cause e il metodo di trasmissione della febbre gialla, rappresenta una grande conquista, soprattutto in campo preventivo. In effetti, prima delle sue scoperte, si cercava di evitare il contagio ricorrendo a misure drastiche (basti pensare al divieto di circolare in determinati Stati) e spesso si diffondeva il panico. A seguito degli studi sulla febbre gialla, invece, vi fu un approccio molto più razionale alla prevenzione della malattia, che condusse all'adozione di misure che determinarono la scomparsa della stessa anche per lunghi periodi di tempo. Tra tali misure si possono ricordare: la quarantena, attraverso la quale si poteva evitare che le zanzare entrassero a contatto col sangue infetto, l'eliminazione sistematica delle stesse e, inoltre, il controllo dei luoghi in cui l'acqua ristagnava, habitat perfetto per le zanzare.
In sostanza, sebbene un vaccino contro la febbre gialla sarà disponibile solo negli anni venti, il lavoro della Commissione di Reed permise il controllo della malattia.

## Edifici
Al suo nome sono intitolati alcuni ospedali e centri di ricerca negli Stati Uniti, fra cui:
- Walter Reed General Hospital; fondato a Washington nel 1909, divenuto nel 1977 Walter Reed Army Medical Center
- Walter Reed Army Institute of Research a Silver Spring, Maryland
- Walter Reed National Military Medical Center a Bethesda, Maryland (dal settembre 2011)

## Scritti
- Reed W, Carroll J. «A comparative study of the biological characters and pathogenesis of Bacillus X (Sternberg), Bacillus Icteroides (Sanarelli), and the Hog-cholera Bacillus (Salmon And Smith)». J Exp Med. 1900 Dec 15;5(3):215-70. PMID 19866945 (Free PMC Article)
- Reed W, Carroll J, Agramonte A, Lazear JW. «The Etiology of Yellow Fever-A Preliminary Note». Public Health Pap Rep. 1900;26:37-53. PMID 19600960 (Free PMC Article)
- Reed W, Carroll J, Agramonte A, Lazear JW. «The etiology of yellow fever-- a preliminary note». 1900. Mil Med. 2001 Sep;166(9 Suppl):29-36. PMID 11569384
- Reed W, Carroll J, Agramonte A. «The etiology of yellow fever: an additional note». 1901. Mil Med. 2001 Sep;166(9 Suppl):44-53. PMID 11569390
- Reed W, Carroll J. «The etiology of yellow fever: a supplemental note». 1902. Mil Med. 2001 Sep;166(9 Suppl):62-6. PMID 11569395
- Reed W, Carroll J. «The Prevention of Yellow Fever». Public Health Pap Rep. 1901;27:113-29. PMID 19600973 (Free PMC Article)
- Reed W, Carroll J, Agramonte A. «Experimental yellow fever». 1901. Mil Med. 2001 Sep;166(9 Suppl):55-60. PMID 11569393